# Wang Qianyi
Pour les articles homonymes, voir Wang (patronyme).
Wang Qianyi (en chinois : 王芊懿) est une nageuse synchronisée chinoise née le 16 janvier 1997 à Shenzhen. Elle remporte la médaille d'argent du ballet aux Jeux olympiques d'été de 2020 à Tokyo.
Lors des championnats du monde, elle nage avec sa sœur jumelle Liuyi Wang. Elles remportent deux fois la médaille d'or en duo technique.

## Palmarès

### Jeux olympiques
- 2020 à Tokyo,  Japon
  -  Médaille d'argent en équipe

### Championnats du monde de natation
- 2024 à Doha,  Qatar
  -  Médaille d'or en en duo technique
- 2022 à Budapest  Hongrie
  -  Médaille d'or en en duo technique